# Argentina nos Jogos Olímpicos de Verão de 1920
A Argentina nos Jogos Olímpicos de Verão de 1920 em Antuérpia, na Bélgica competiu representada por um atleta, o atleta Angel Rodríguez que disputou provas do boxe não conquistou nenhuma medalha. Esta foi a segunda participação do país em Jogos Olímpicos.

## Desempenho
| Boxista         | Peso | Fase de 32         | Fase de 16         | Quartas de finais  | Semifinais         | Final / Disputa bronze | Final / Disputa bronze |
| Boxista         | Peso | Concorrente Placar | Concorrente Placar | Concorrente Placar | Concorrente Placar | Concorrente Placar     | Pos.                   |
| --------------- | ---- | ------------------ | ------------------ | ------------------ | ------------------ | ---------------------- | ---------------------- |
| Ángel Rodríguez | Boxe | NOR Olsen L        | Não avançou        | Não avançou        | Não avançou        | Não avançou            | 16                     |

| Nação oponente | Vitórias | Derrotas | Percentual |
| -------------- | -------- | -------- | ---------- |
| NOR Noruega    | 0        | 1        | .000       |
|                |          |          |            |
| Total          | 0        | 1        | .000       |

| Fase              | Vitórias | Derrotas | Percentual |
| ----------------- | -------- | -------- | ---------- |
| Fase de 32        | 0        | 1        | .000       |
| Fase de 16        | 0        | 0        | –          |
| Quartas de finais | 0        | 0        | –          |
| Semifinais        | 0        | 0        | –          |
| Final             | 0        | 0        | –          |
| Disputa bronze    | 0        | 0        | –          |
|                   |          |          |            |
| Total             | 0        | 1        | .000       |